# Wolke Hegenbarth
Wolke Alma Hegenbarth (ur. 6 maja 1980 w Meerbusch) – niemiecka aktorka telewizyjna i filmowa.
Wystąpiła w programach tanecznych Dancing with the Stars i Konkursie Tańca Eurowizji 2007. W 2004 otrzymała Deutscher Comedypreis. Imię „Wolke” (chmura) wymyślił jej ojciec i było ono zatwierdzone przez sąd. Jest spokrewniona z rysownikiem Hannesem Hegenem. w latach 2012-2017 grała główną rolę w serialu kryminalnym Klara i wszystko jasne.